# Xysticus edax
Xysticus edax is een spinnensoort uit de familie van de krabspinnen (Thomisidae).
De wetenschappelijke naam van de soort werd in 1872 als Thomisus edax gepubliceerd door Octavius Pickard-Cambridge.